# Valerie Perrine
Valerie Ritchie Perrine (Galveston, 3 september 1943) is een Amerikaans actrice en voormalig model. Zij werd in 1975 genomineerd voor een Academy Award voor haar hoofdrol als Honey in de filmbiografie Lenny. Hiervoor won Perrine daadwerkelijk een BAFTA, een National Board of Review Award en de prijs voor beste actrice op het Filmfestival van Cannes 1975. Later werd ze nog genomineerd voor een Saturn Award voor haar bijrol in Superman (1978), maar ook voor de Razzie Award voor slechtste actrice voor Can't Stop the Music (1980).
Perrine maakte haar film- en acteerdebuut in 1971 met een niet op de aftiteling genoemd rolletje in de James Bondfilm Diamonds Are Forever. Sindsdien speelde ze meer dan dertig andere filmrollen, meer dan 45 inclusief die in televisiefilms. Daarnaast verscheen Perrine in ruim tien televisieseries, maar zelden als een personage dat in meer dan één aflevering voorkomt. Ze had eenmalige gastrollen in onder meer Northern Exposure, The Practice, Walker, Texas Ranger, Just Shoot Me!, Grounded for Life en Third Watch.

## Filmografie
*Exclusief 10+ televisiefilms
| - Silver Skies (2016) - Redirecting Eddie (2008) - The Californians (2005) - The Moguls (2005) - The End of the Bar (2002) - Directing Eddie (2001) - What Women Want (2000) - Curtain Call (1999) - Shame, Shame, Shame (1999) - My Girlfriend's Boyfriend (1999) - Picture This (1999) - 54 (1998) - Brown's Requiem (1998) - A Place Called Truth (1998) - The Break (1995) - Girl in the Cadillac (1995) - Boiling Point (1993) - Riflessi in un cielo scuro (1991, aka Reflections in a Dark Sky) | - Bright Angel (1990) - Maid to Order (1987) - Water (1985) - Mask of Murder (1985) - The Border (1982) - The Cannonball Run (1981) - Superman II (1980) - Can't Stop the Music (1980) - Agency (1980) - The Electric Horseman (1979) - The Magician of Lublin (1979) - Superman (1978) - Mr. Billion (1977) - W.C. Fields and Me (1976) - Lenny (1974) - The Last American Hero (1973) - Slaughterhouse-Five (1972) - Diamonds Are Forever (1971) |

## Televisieseries
*Exclusief eenmalige gastrollen
- Lights Out - Mae (2011, twee afleveringen)
- Nash Bridges - Mrs. Nassiter (1996, drie afleveringen)
- ER - Cookie Lewis (1995, twee afleveringen)
- Leo & Liz in Beverly Hills - Liz Green (1986, zes afleveringen)

- Biblioteca Nacional de España: XX1477081
- Bibliothèque nationale de France: cb14052824f (data)
- Gemeinsame Normdatei: 135939909
- International Standard Name Identifier: 0000 0000 7824 3855
- Library of Congress Control Number: n95060310
- Nationale Bibliotheek van Israël: 987007369505805171
- Nederlandse Thesaurus van Auteursnamen: 073153141
- SNAC: w6mt6msq
- Système universitaire de documentation: 136895573
- Virtual International Authority File: 12508672
- WorldCat: E39PBJrwPxxtqdmjhGjhtVVjYP